# 细封步赖
细封步赖（?—?），唐朝党项族细封部首领。
唐太宗贞观三年（629年），南会州都督郑元璹遣使招谕，细封步赖举部内附唐朝，唐太宗以玺书慰抚。细封步赖于是入朝觐见，获得宴赐厚遇，以其地为轨州（今四川省松潘县下八寨乡），拜细封步赖为刺史。细封步赖请率所部讨吐谷浑。其后诸姓酋长相继率部落内属唐朝。请同编户，太宗厚加抚慰，以其地为崌州、奉州、岩州、远州四州，各拜其首领为刺史。